# キーボード兵
キーボード兵（キーボードへい、keyboard commando,キーボードコマンド）はアメリカで軍事の電子掲示板、フォーラムに居丈高な態度の書き込みをするが、実際の軍事的な体験はない人をいう語。転じて軍事的な強硬策を主張するネットユーザーも指す。
またエアソフトガンに関する書き込みをするが現物を撃ったことが無い人を、チェアソフター（chairsofter、椅子に座っている銃卒）といい、キーボード兵と同義で用いられる。